# Kamerunská hora
Kamerunská hora (místní název Fako nebo Mongo ma Ndemi, francouzsky Mont Cameroun, anglicky Mount Cameroon) je nejaktivnější africká sopka v jihozápadním Kamerunu. Vrchol leží asi 20 km od pobřeží Guinejského zálivu a 60 km severozápadně od přístavu a největšího kamerunského města Douala. Její výška se uvádí v rozmezí 4 040 až 4 095 m n. m. (dle přesnosti měření a způsobu určování nadmořské výšky) a je nejvyšší horou Kamerunu, celé oblasti Guinejského zálivu i západní a střední Afriky, jejichž pomezí tvoří. Nadmořská výška se může měnit v důsledku sopečné činnosti. Její vrchol bývá pokryt sněhem, i když jen velmi výjimečně.

## Charakteristika vulkánu
Bazaltový až latitový stratovulkán leží v tropickém pralese na prekambrických metamorfitech pokrytých druhohorními až čtvrtohorními sedimenty. V okolí se nachází okolo stovky parazitických kráterů. Na jižním svahu se nachází satelitní štít Etinde (nazývaný také Malá Kamerunská hora, anglicky Small Mount Cameroon). Na úpatí jihozápadního svahu dosahují roční srážky přes 12 000 mm a patří mezi nejdeštivější místa světa.
Roku 1922 dosáhla láva pobřeží Atlantského oceánu a v roce 1999 se zastavila 200 metrů od pobřeží. Poslední z častých erupcí proběhla 4. února 2012. Předchozí erupce byly zaznamenány v letech 1650, 1807, 1825, 1838, 1852, 1865, 1866, 1871, 1909, 1922, 1925, 1954, 1959, 1982, 1999 a 2000.
Erupce sopky byla zaznamenána kolem roku 470 př. n. l. kartaginským mořeplavcem Hannonem. Jako první cizinec zdolal vrchol jamajský misionář Joseph Merrick někdy v letech 1842–1849. Z Evropanů se první na vrchol dostal britský cestovatel Richard Francis Burton spolu s německým botanikem Gustavem Mannem v roce 1861. Jako první cizinka na vrchol vystoupala britská cestovatelka Mary Kingsley v roce 1895. V současné době putuje k vrcholu 1 000–2 000 turistů ročně.

### Externí odkazy

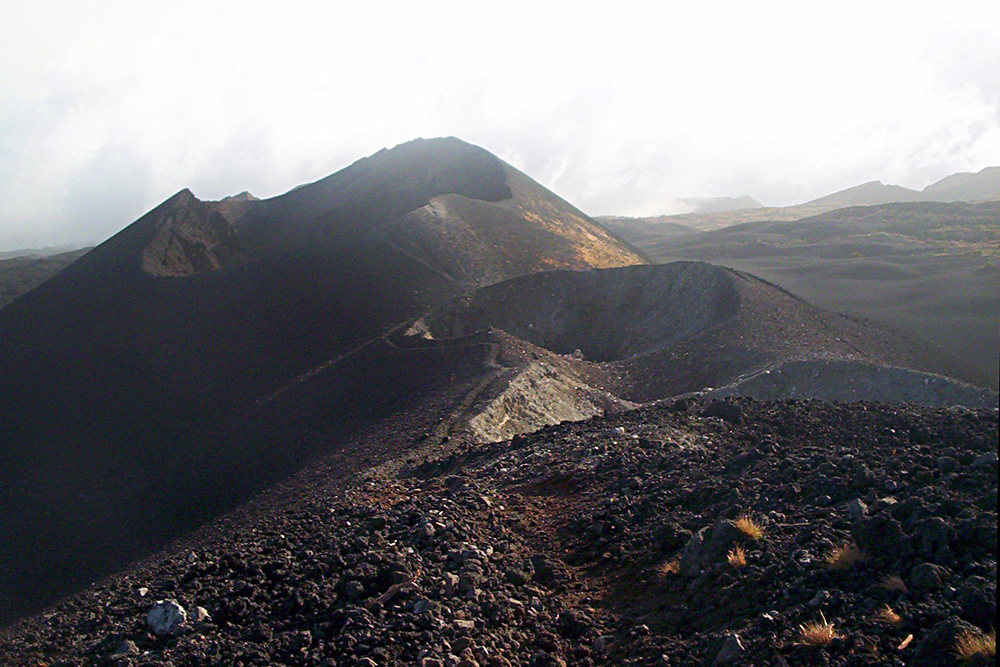
Krátery sopky Kamerun